# الدوري الأوكراني الممتاز

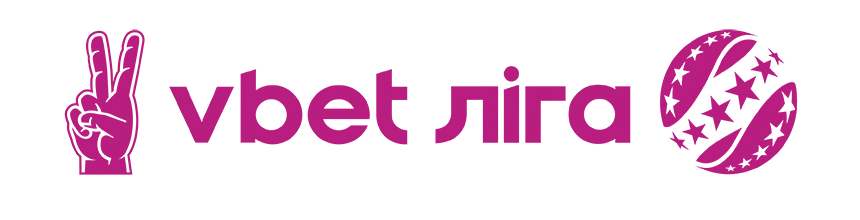
شعار موسم 2022-23

الدوري الأوكراني الممتاز (بالأوكرانية: Українська Прем'єр-ліга) هي الدرجة الممتازة لكرة القدم في أوكرانيا، ويشارك في الدوري الممتاز 16 نادي. وتم تأسيسه في عام 1992 باسم "فيشتشا ليها" (بالأوكرانية: Вища ліга) و(بالعربية: دوري القمة).
بطل موسم 2022–23 هو شاختار دونيتسك وذلك للمرة الرابعة عشرة في تاريخه.

## سجل الأبطال
- 1992: تافريا سيمفروبول (1)
- 1992–93: دينامو كييف (1)
- 1993–94: دينامو كييف (2)
- 1994–95: دينامو كييف (3)
- 1995–96: دينامو كييف (4)
- 1996–97: دينامو كييف (5)
- 1997–98: دينامو كييف (6)
- 1998–99: دينامو كييف (7)
- 1999–00: دينامو كييف (8)
- 2000–01: دينامو كييف (9)
- 2001–02: شاختار دونيتسك (1)
- 2002–03: دينامو كييف (10)
- 2003–04: دينامو كييف (11)
- 2004–05: شاختار دونيتسك (2)
- 2005–06: شاختار دونيتسك (3)
- 2006–07: دينامو كييف (12)
- 2007–08: شاختار دونيتسك (4)
- 2008–09: دينامو كييف (13)
- 2009–10: شاختار دونيتسك (5)
- 2010–11: شاختار دونيتسك (6)
- 2011–12: شاختار دونيتسك (7)
- 2012–13: شاختار دونيتسك (8)
- 2013–14: شاختار دونيتسك (9)
- 2014–15: دينامو كييف (14)
- 2015–16: دينامو كييف (15)
- 2016–17: شاختار دونيتسك (10)
- 2017–18: شاختار دونيتسك (11)
- 2018–19: شاختار دونيتسك (12)
- 2019–20: شاختار دونيتسك (13)
- 2020–21: دينامو كييف (16)
- 2021–22: لم تُستكمل البطولة بسبب الغزو الروسي لأوكرانيا
- 2022–23: شاختار دونيتسك (14)

## الأكثر تتويجاً

### حسب النادي

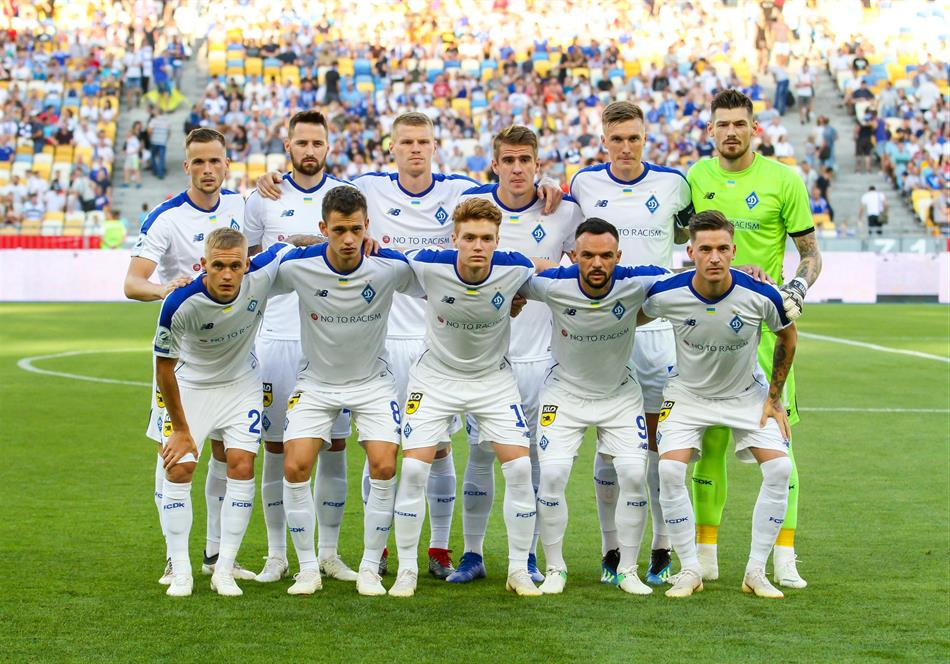
دينامو كييف الأكثر تتويجاً بلقب الدوري

| النادي               | البطولة | الوصافة | مواسم الفوز |
| -------------------- | ------- | ------- | --- |
| دينامو كييف          | 16      | 13      | 1992–93، 1993–94، 1994–95، 1995–96، 1996–97، 1997–98، 1998–99، 1999–00، 2000–01، 2002–03، 2003–04، 2006–07، 2008–09، 2014–15، 2015–16، 2020–21. |
| شاختار دونيتسك       | 14      | 13      | 2001–02، 2005–06، 2007–08، 2009–10، 2010–11، 2011–12، 2012–13، 2013–14، 2016–17، 2017–18، 2018–19، 2019–20، 2022–23.                            |
| تافريا سيمفروبول     | 1       | 0       | 1992. |
| دنيبرو دنيبروبتروفسك | 0       | 2       | — |
| تشورنومورتس أوديسا   | 0       | 3       | — |
| ميتاليست خاركيف      | 0       | 1       | — |
| دنيبرو-1             | 0       | 1       | — |

### حسب المقاطعة
| المقاطعة       | الألقاب | الأندية الفائزة      |
| -------------- | ------- | -------------------- |
| مقاطعة كييف    | 16      | دينامو كييف (16)     |
| مقاطعة دونيتسك | 14      | شاختار دونيتسك (14)  |
| جمهورية القرم  | 1       | تافريا سيمفروبول (1) |